# Fabian Bourzat
Fabian Bourzat (ur. 19 grudnia 1980 w Nantes) – francuski łyżwiarz figurowy startujący w parach tanecznych z Nathalie Péchalat. Uczestnik igrzysk olimpijskich (2006, 2010, 2014), dwukrotny brązowy medalista mistrzostw świata (2012, 2014), dwukrotny mistrz Europy (2011, 2012), medalista finału Grand Prix oraz pięciokrotny mistrz Francji. Po zakończeniu kariery amatorskiej w 2014 roku został trenerem łyżwiarstwa w Novi.

## Przebieg kariery

### Początki
Fabian Bourzat zaczął treningi w wieku siedmiu lat. W roku 2000 jego trenerka Muriel Boucher jako partnerkę wybrała mu Nathalie Péchalat. Początkowo para nie polubiła się i dopiero z czasem się zaprzyjaźnili.

### Kariera juniorska
Podczas kariery juniorskiej, Péchalat i Bourzat w pierwszym wspólnym sezonie (2000/2001) zajęli 2. miejsce podczas zawodów Junior Grand Prix w Chinach. Zdobyli tytuł mistrzów Francji juniorów, a Mistrzostwa świata juniorów zakończyli na 8 pozycji.
W następnym sezonie zajęli 4. miejsce na zawodach Junior Grand Prix w Holandii i 2. w Japonii, co dało kwalifikacje do finału Junior Grand Prix, gdzie uplasowali się na 7. pozycji. Później obronili tytuł mistrzów Francji juniorów, a na mistrzostwach świata zajęli 6. miejsce

### Kariera seniorska
Sezon 2002/2003 był ich pierwszym w karierze seniorskiej. W 2003 i 2005 zdobyli brąz uniwersjady, w 2004 zaliczyli debiut na mistrzostwach świata zakończony na 20. miejscu, a w 2005 na mistrzostwach Europy, gdzie zajęli 12. miejsce. Igrzyska Olimpijskie w Turynie zakończyli na 18 pozycji.
W 2006, zajmując 3. miejsce na Skate America, zdobyli pierwszy medal Grand Prix. W 2007 Péchalat doznała kontuzji ręki, co wykluczyło parę z udziału w mistrzostwach Europy.
W sezonie 2007/2008 zdobyli srebro na Skate America i Cup of Russia co dało im pierwszy w karierze udział w seniorskim Finale Grand Prix, który zakończyli na 6 pozycji. Swoją obecność w czołówce potwierdzili 5. miejscem mistrzostw Europy oraz 7 mistrzostw świata. Po zakończeniu tego udanego sezonu para zakończyła pracę z ich trenerką Muriel Boucher i wyjechała do Moskwy, by trenować pod okiem Aleksandra Żulina.
W sezonie 2008/2009 mimo zajęcia 3 oraz 3. miejsca w zawodach Grand Prix, nie udało się im zakwalifikować do Finału. Wywalczyli pierwszy tytuł mistrzów Francji. Na mistrzostwach Europy zajęli 4 pozycję, przegrywając medal o niecałe pół punktu.
W sezonie olimpijskim brali udział w dwóch zawodach cyklu Grand Prix – Trophée Eric Bompard Cachemire oraz Skate Canada International. Obydwa zakończyli na 2 pozycji, za Tessą Virtue i Scottem Moirem. Dało im to kwalifikację do Finału, gdzie zdobyli brąz. Na mistrzostwach Europy zajęli podobnie jak rok wcześniej 4. miejsce. Na Igrzyskach Olimpijskich zajęli 7. miejsce. Na mistrzostwach świata postanowili wykonać swój taniec dowolny z poprzedniego sezonu. Dało to owoc małego brązowego medalu za taniec dowolny. Całą rywalizację zakończyli na 4. miejscu, ustanawiając rekordy życiowe za taniec oryginalny, dowolny oraz ocenę łączną.
Sezon 2010/2011 rozpoczęli udziałem i zwycięstwami w Nebelhorn Trophy i Finlandia Trophy. Były to ich pierwsze zwycięstwa na arenie międzynarodowej. Zwyciężyli również w dwóch zawodach cyklu Grand Prix Cup of China i Trophée Eric Bompard. Dało im  to kwalifikację do Finału Grand Prix, w którym wywalczyli srebro. Drugi raz zdobyli tytuł mistrzów Francji. Wysoką formę potwierdzili złotem mistrzostw Europy. Pierwszy raz w karierze zdobyli ponad 100 punktów za taniec dowolny. Nieszczęśliwe okazały się mistrzostwa świata. Po bardzo udanym tańcu krótkim, w którym ustanowili swój nowy rekord życiowy zajmowali trzecie miejsce z nieco ponad 4 punktową przewagą. Niestety podczas programu dowolnego Fabian stracił równowagę wykonując sekwencję kroków i przewrócił się z partnerką. Mimo że był to jedyny błąd i wszystkie inne elementy były wykonane dobrze, to przegrali medal o 0,25 punktu.
Po sezonie postanowili wyjechać do Stanów by trenować z Anżeliką Kryłową i Pasquale Camerlengo.
Pechalat / Bourzat początkowo planowali zakończyć karierę po Zimowych Igrzyskach Olimpijskich 2014 w Soczi, gdzie zajęli 4. miejsce, ale postanowili wziąć jeszcze udział w mistrzostwach świata 2014. Była to dobra decyzja, gdyż para zdobyła drugi brązowy medal mistrzostw świata w karierze i oficjalnie zakończyła karierę amatorską.

## Osiągnięcia

### Z Péchalat
| Zawody                                | 00–01          | 01–02          | 02–03          | 03–04          | 04–05          | 05–06          | 06–07          | 07–08          | 08–09          | 09–10          | 10–11          | 11–12          | 12–13          | 13–14          |                |                |                |
| Międzynarodowe                        | Międzynarodowe | Międzynarodowe | Międzynarodowe | Międzynarodowe | Międzynarodowe | Międzynarodowe | Międzynarodowe | Międzynarodowe | Międzynarodowe | Międzynarodowe | Międzynarodowe | Międzynarodowe | Międzynarodowe | Międzynarodowe | Międzynarodowe | Międzynarodowe | Międzynarodowe |
| ------------------------------------- | -------------- | -------------- | -------------- | -------------- | -------------- | -------------- | -------------- | -------------- | -------------- | -------------- | -------------- | -------------- | -------------- | -------------- | -------------- | -------------- | -------------- |
| Igrzyska olimpijskie                  |                |                |                |                |                | 18             |                |                |                | 7              |                |                |                | 4              |                |                |                |
| Mistrzostwa Świata                    |                |                |                | 20             | 19             | 15             | 12             | 7              | 5              | 4              | 4              | 3              | 6              | 3              |                |                |                |
| Mistrzostwa Europy                    |                |                |                |                | 12             | 11             |                | 5              | 4              | 4              | 1              | 1              | WD             |                |                |                |                |
| GP Finał Grand Prix                   |                |                |                |                |                |                |                | 6              |                | 3              | 2              | 3              | 3              | 3              |                |                |                |
| GP Cup of China                       |                |                |                | 7              | 7              |                |                |                |                |                | 1              |                | 1              | 1              |                |                |                |
| GP NHK Trophy                         |                |                |                |                |                |                |                |                | 2              |                |                |                |                |                |                |                |                |
| GP Cup of Russia                      |                |                |                |                |                | 5              |                | 2              |                |                |                |                |                |                |                |                |                |
| GP Skate America                      |                |                |                |                |                |                | 3              | 2              |                |                |                | 2              |                |                |                |                |                |
| GP Skate Canada International         |                |                | 11             |                |                |                |                |                | 3              | 2              |                | WD             |                |                |                |                |                |
| GP Trophée Eric Bompard               |                |                | 9              | 8              | 8              | 5              | 7              |                |                | 2              | 1              | 2              | 1              | 3              |                |                |                |
| Finlandia Trophy                      |                |                |                |                |                |                |                |                |                |                | 1              |                |                |                |                |                |                |
| Nebelhorn Trophy                      |                |                |                |                |                |                |                |                |                |                | 1              |                |                |                |                |                |                |
| Uniwersjada                           |                |                | 3              |                | 3              |                |                |                |                |                |                |                |                |                |                |                |                |
| Międzynarodowe: Kategorie młodzieżowe |                |                |                |                |                |                |                |                |                |                |                |                |                |                |                |                |                |
| Mistrzostwa Świata Juniorów           | 8              | 6              |                |                |                |                |                |                |                |                |                |                |                |                |                |                |                |
| JGP Finał                             |                | 7              |                |                |                |                |                |                |                |                |                |                |                |                |                |                |                |
| JGP w Chinach                         | 2              |                |                |                |                |                |                |                |                |                |                |                |                |                |                |                |                |
| JGP we Francji                        | 6              |                |                |                |                |                |                |                |                |                |                |                |                |                |                |                |                |
| JGP w Holandii                        |                | 4              |                |                |                |                |                |                |                |                |                |                |                |                |                |                |                |
| JGP w Japonii                         |                | 2              |                |                |                |                |                |                |                |                |                |                |                |                |                |                |                |
| Krajowe                               |                |                |                |                |                |                |                |                |                |                |                |                |                |                |                |                |                |
| Mistrzostwa Francji                   | 1 J            | 1 J            | 3              | 3              | 2              | 2              | 2              |                | 1              |                | 1              | 1              | 1              | 1              |                |                |                |
| Master's de Patinage                  | 1 J            | 1 J            | 2              | 3              | 1              | 2              |                | 2              | 2              | 1              | 1              |                |                |                |                |                |                |
| Zawody zespołowe                      |                |                |                |                |                |                |                |                |                |                |                |                |                |                |                |                |                |
| Igrzyska olimpijskie                  |                |                |                |                |                |                |                |                |                |                |                |                |                | 6 T 4 P        |                |                |                |
| World Team Trophy                     |                |                |                |                |                |                |                |                |                |                |                | 4 T 3 P        |                |                |                |                |                |

## Życie prywatne
Studiował osteopatię.